# Best Buy
Best Buy is een Amerikaanse winkelketen die consumentenelektronica verkoopt. Het bedrijf is opgericht op 22 augustus 1966 en het hoofdkantoor staat in Richfield.

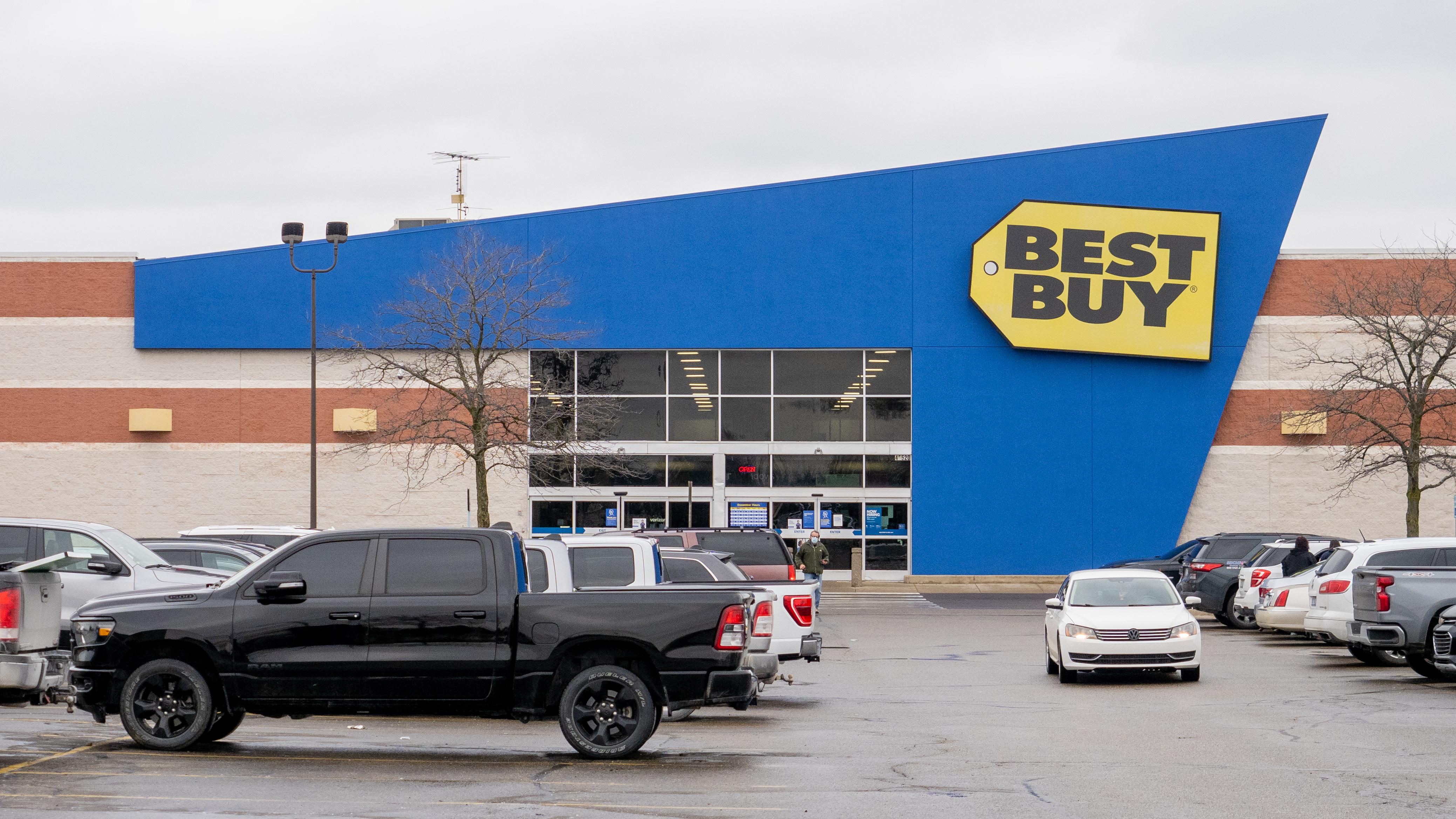
Een Best Buy-winkel in de Amerikaanse staat Michigan.

## Geschiedenis
Het bedrijf werd opgericht in 1966 door Richard Schulze en zakenpartner James Wheeler. Het heette toentertijd nog Sound of Music en was een muziekspeciaalzaak. De winkel werd hernoemd in 1983 naar Best Buy en ging vanaf dat moment een breder aanbod consumentenelektronica verkopen. Het had in dat jaar een omzet van 10 miljoen dollar.
In 1985 werd het bedrijf beursgenoteerd aan de New York Stock Exchange. In 1992 behaalde Best Buy een omzet van 1 miljard dollar.
Best Buy is internationaal actief in Canada, en had een winkel in China van 2007 tot 2011. Het bedrijf was ook tot 2012 actief in het Verenigd Koninkrijk.
Op 9 mei 2018 werd na bijna 30 jaar een nieuw logo onthuld. In datzelfde jaar werd als gevolg van de populariteit van muziekstreamingdiensten het aanbod fysieke muziekdragers in de winkels verkleind.
In 2020 werd Corie Barry aangesteld als nieuwe CEO.
Begin 2021 moest Best Buy, als gevolg van de wereldwijde COVID-19 pandemie, ruim 5000 medewerkers ontslaan. In 2022 volgde opnieuw een ontslagronde door tegenvallende verkopen in de winkels.